# 托尔本·约翰内森
托尔本·约翰内森（德語：Torben Johannesen，1994年9月21日—），德国男子赛艇运动员。他曾代表德国参加2020年夏季奥林匹克运动会赛艇比赛，获得男子八人单桨银牌。